# The Russell Hotel
The Russell Hotel was een hotel in Dublin in County Dublin, Ierland waarvan het restaurant in 1974 één Michelinster kreeg.
In het eerste jaar van het verschijnen van de Michelingids voor Ierland en Groot-Brittannië verkreeg The Russell Hotel zijn eerste ster, na reeds vele jaren op hoog culinair niveau gepresteerd te hebben. Nog hetzelfde jaar viel definitief het doek voor het hotel.
The Russell Hotel werd gesticht in het kader van de matigingsbeweging. Stichter Thomas W. Russell (1841-1920) was een fervent aanhanger van deze beweging. Volgens een advertentie was het echter al in 1927 een bekend restaurant met een volledige drankvergunning. Pas na de overname door de familie Besson 1947 werd het hotel ook geassocieerd met haute-cuisine.
Bij de overname van The Russel Hotel door de familie Besson werden ook een aantal Franse chef-koks aangetrokken. De vakbond IT&GWU (Hotel and Restaurant Branch) zag dit niet zo erg zitten maar bereikte al snel een akkoord over het opleiden van Ierse chefs en keukenpersoneel. Tal van Ierse chefs kregen hier (een deel van) hun opleiding.
Bij het verschijnen van de The Egon Ronay Guide in 1963 was The Russel Hotel het enige hotel in Ierland (en een van de acht op de Britse Eilanden) met drie sterren. In 1973 kreeg het hotel twee sterren ondanks een teruggang in het aantal uitgereikte sterren met ongeveer 30%.
Chef-koks van The Russel Hotel waren Pierre Rolland en Jackie Needham. Souschef was Roger Noblet.